# 韦库尔
韦库尔（法語：Houécourt，法語發音：[wekuʁ] ⓘ）是法国大東部大區孚日省的一个市镇，属于讷沙托区。

## 地理
韦库尔（48°17'55"N, 5°53'37"E）面积9.91 平方千米，位于法国大東部大區孚日省，该省份为法国东北部内陆省份，北起默兹省和默尔特-摩泽尔省，西接上马恩省，南至上索恩省和贝尔福地区省，东临上莱茵省和下莱茵省。
与韦库尔接壤的市镇（或旧市镇、城区）包括：沙特努瓦、韦尔河畔栋布罗、弗赖讷河畔日龙库尔、莫雷尔迈松、拉讷沃维尔-苏沙特努瓦、维奥库尔。
韦库尔的时区为UTC+01:00、UTC+02:00（夏令时）。

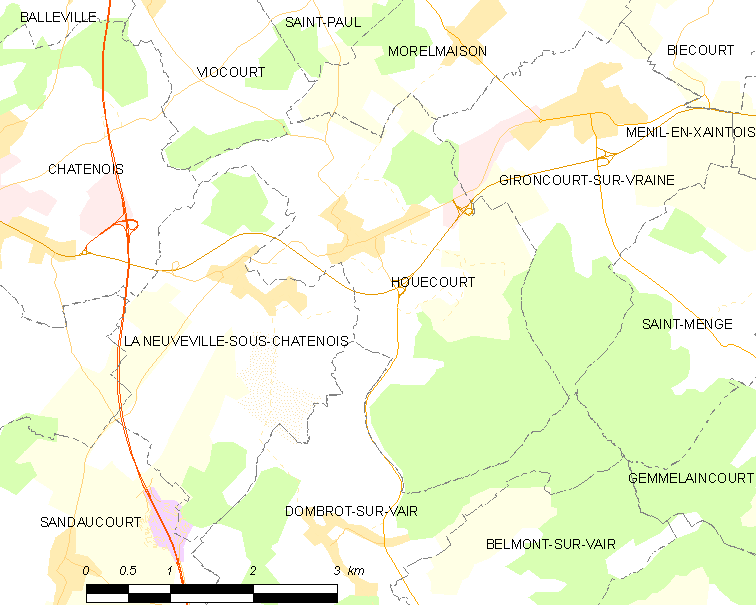
韦库尔的OSM定位图

## 行政
韦库尔的邮政编码为88170，INSEE市镇编码为88241。

## 政治
韦库尔所属的省级选区为米尔库尔县。

## 人口

1962-2008年间韦库尔人口变化图示

韦库尔于2022年1月1日时的人口数量为424人。